# Bohatský park
Bohatský park je chráněný areál v katastrálním území města Hurbanovo v okrese Komárno v Nitranském kraji na Slovensku. Území bylo vyhlášeno v roce 1981 a jeho rozloha je 4,64 hektaru. Předmětem je anglický park založený v devatenáctém století.